# Елисеев, Дмитрий Сергеевич
Елисеев Дмитрий Сергеевич (род. 13 апреля 1992, Зеленоград) — российский рыболов-спортсмен, четырнадцатикратный победитель всероссийских соревнований по зимней ловле рыбы со льда в дисциплине мормышка, мастер спорта России международного класса с 2018 года, двукратный чемпион мира по подлёдной рыбалке, трёхкратный «Лучший Рыболов Года» по версии PAL (2017,2019,2020).

## Биография
Елисеев Дмитрий Сергеевич родился и вырос в Зеленограде. Мама педагог, отец работает в своей мастерской по ремонту обуви, часов. Отец и дед были заядлыми рыболовами, поэтому в 3 года Дмитрий ловил рыбу на зимней подлёдной рыбалке. Всё свободное время вместе Дмитрий с родителями проводил у водоёма с удочкой. Во время летних каникул парень по 3 раза в день ходил на рыбалку. В 2005 году зимой на домашнем водоёме познакомился с рыболовом-спортсменом Дмитрием Дмитриевичем Савосиным, который позвал в рыболовный спорт в дисциплину «ловля рыбы на мормышку со льда». Уже на следующих выходных Дмитрий Елисеев участвовал на своих первых соревнованиях — «Кубок юного рыболова», где занял второе место, уступив первому 2 грамма. После этого вступил в команду «МООиР». В возрасте 14 и 15 лет побеждал в юношеских турнирах — первенстве Москвы и других. В эти же года попал в основной состав команды, с которым постоянно выигрывали взрослые региональные турниры. В 2007 году стал чемпионом первенства России среди юношей, в 2008 году занял второе место, а в 2009 году снова выиграл первенство России и стал абсолютным чемпионом Москвы. В 2011 году был успех на Чемпионате России, где Дмитрию удалось занять второе место в командном зачёте в составе Евгений Киселёв, Александр Рудаков, Илья Коробельников, Елена Дыдыкина, Дмитрий Елисеев. Затем был приглашён на отборочные соревнования в сборную России и успешно, попал в сборную РФ. В 2012 году Дмитрий Елисеев полетел выступать на свой первый чемпионат мира в Казахстане за сборную России. В первом туре занял первое место в зоне и в общем зачёте 8 личное место. Выиграв отборы в 2013 году, не поехал на чемпионат мира в Америке из-за отказа в визе. В 2010—2012 годах стал постоянно участвовать в региональных соревнованиях по спиннингу, где занимал множество призовых мест в составе команды «Кастинг-Клуба». В 2013 году Николай Козырев пригласил Дмитрия на турнир PAL. Во втором и третьем этапе экипаж Козырев-Елисеев заняли вторые места и по итогам турнира взобрались на второе место. В 2014 году Дмитрий Елисеев выиграл третьи подряд отборы в сборную России, но отказался от участия в чемпионате мира в связи с началом предпринимательской деятельности, потеряв место в составе сборной. 15 марта 2014 года Дмитрий Елисеев открыл розничный рыболовный магазин Zelfishing. В 2014 году продолжил выступать на турнире PAL. На финальном этапе в Конаково с напарником заняли пятое место, а в итоговом рейтинге оказались на 9 строчке. В 2015 и 2016 годах Дмитрий не выступал на турнире PAL. Совмещая работу и рыболовный спорт, Дмитрий Елисеев становится абсолютным чемпионом кубка России, затем снова попадает в сборную России по мормышке и едет на чемпионат мира в Латвии в 2017 году. Там Дмитрий Елисеев по результатам двух дней стал чемпионом мира в личном зачёте, выигрывая каждый день с максимальным весом. Команда заняла третье место. Начиная с 2017 года начал выступать на турнире PAL в экипаже с Андреем Питерцовым, им удалось выиграть на турнире по итогам года. За 2017—2024 года экипаж становился лучшими рыболовами 3 раза, и смог победить в 7 этапах, постоянно занимая призовые места. В 2018 году в составе сборной России на своём третьем чемпионате мира в Казахстане занимает первое место в командном зачёте, получив звание Мастера Спорта России Международного класса. Летом 2018 года женился. Весной 2023г у Дмитрия родилась дочка. В 2021 году по зимней ловле рыбы со льда в дисциплине «ловля рыбы на мормышку» стал абсолютным чемпионом кубка России и Чемпионата России в составе команды Волжанка-Неро: Алексей Ромашин, Михаил Бабенко, Рудаков Александр, Александр Белов, Станислав Посланчик и тренером Лукаяновым Николаем Петровичем.

## Достижения и спортивные титулы
- Чемпионат России 2024 Тюмень по ловле на мормышку со льда — 1 командное[11].
- Чемпионат России 2022 Калуга по ловле на мормышку со льда — 1 командное[12].
- Чемпионат России 2022 Калуга по ловле на мормышку со льда — 3 личное[12].
- Чемпионат России 2021 Байкал по ловле на мормышку со льда — 1 командное[13].
- Чемпионат России 2021 Байкал по ловле на мормышку со льда — 1 личное[13].
- Чемпионат России 2018 Воронеж по ловле на мормышку со льда — 1 командное[14].
- Чемпионат России 2018 Воронеж по ловле на мормышку со льда — 1 личное[14].
- Чемпионат России 2016 Угличский район по ловле на мормышку со льда — 4 командное[15].
- Чемпионат России 2015 Воронеж по ловле на мормышку со льда — 1 командное[16][17].
- Чемпионат России 2014 по ловле на мормышку со льда — 1 командное.
- Чемпионат России 2013 Курск по ловле на мормышку со льда — 1 личное[18][19].
- Чемпионат России 2013 Курск по ловле на мормышку со льда — 1 командное[18][19].
- Чемпионат России 2011 по ловле на мормышку со льда — 2 командное[20].
- Чемпионат России 2010 по ловле на мормышку со льда — 1 личное.
- Чемпионат России 2010 по ловле на мормышку со льда — 1 командное.
- Чемпионат города Владимир «Ледовое побоище — 2024» — 1 личное[21].
- Чемпионат города Владимир «Ледовое побоище — 2015» — 1 личное[22].
- Чемпионат Московской области по ловле на мормышку со льда 2020 — 1 командное.
- Чемпионат Московской области по ловле на мормышку со льда 2012 — 1 командное[23].
- Чемпионат Московской области по ловле на мормышку со льда 2010 — 1 командное.
- Чемпионат Московской области по ловле на мормышку со льда 2007 — 1 командное[24].
- Чемпионат Московской области по ловле на мормышку со льда 2012 — 2 личное[23]
- Чемпионат Московской области по ловле на мормышку со льда 2010 — 1 личное.
- Чемпионат Московской области по ловле на мормышку со льда 2007 — 1 личное[24].
- Чемпионат Воронежской области по ловле на мормышку со льда 2015 — 1 командное[25].
- Чемпионат Воронежской области по ловле на мормышку со льда 2015 — 1 личное[25].
- Чемпионат Воронежской области по ловле на мормышку со льда 2014 — 1 личное.
- Чемпионат Московской области по ловле спиннингом с берега 2013 — 1 личное.
- Чемпионат Московской области по ловле спиннингом с берега 2012 — 1 личное[26].
- Кубок России 2022 Суздаль по ловле на мормышку со льда — 1 командное[27].
- Кубок России 2021 Тюмень по ловле на мормышку со льда — 1 командное[10].
- Кубок России 2021 Тюмень по ловле на мормышку со льда — 1 личное[10].
- Кубок России 2016 Воронеж по ловле на мормышку со льда — 1 командное[28].
- Кубок России 2016 Воронеж по ловле на мормышку со льда — 1 личное[28].
- Кубок Москвы 2024 по ловле на мормышку со льда — 1 командное[29].
- Кубок Москвы 2021 по ловле на мормышку со льда — 1 командное[30].
- Кубок Москвы 2018 по ловле на мормышку со льда — 1 командное[31].
- Кубок Москвы 2016 по ловле на мормышку со льда — 1 командное[32].
- Кубок Москвы 2016 по ловле на мормышку со льда — 1 командное[33].
- Кубок Москвы 2016 по ловле на мормышку со льда — 1 личное[33].
- Кубок Тамбовской области по ловле на мормышку со льда 2016 — 1 личное[34].
- Кубок Ярославской области по ловле на мормышку со льда 2015 — 1 личное.
- Четырнадцатикратный обладатель золота со всероссийских соревнований.
- Первенство России 2010 Казань по ловле на мормышку со льда — 1 личное место[35].
- Первенство России 2008 Можайск по ловле на мормышку со льда — 1 личное место[36].
- Первенство Москвы по ловле на мормышку со льда 2009 — 1 личное.
- Первенство Москвы по ловле на мормышку со льда 2008 — 1 личное[36].
- Первенство Москвы по ловле на мормышку со льда 2007 — 1 личное[24].
- Первенство Москвы по ловле на мормышку со льда 2006 — 1 личное.

## Результаты

### Статистика спортсмена
| Турнир   | Итоговый рейтинг, место | Экипаж             | Итоговый рейтинг, баллы |
| -------- | ----------------------- | ------------------ | ----------------------- |
| PAL 2023 | 3                       | Питерцов — Елисеев | 555                     |
| PAL 2022 | 2                       | Питерцов — Елисеев | 565                     |
| PAL 2021 | 4                       | Питерцов — Елисеев | 508                     |
| PAL 2020 | 1                       | Питерцов — Елисеев | 600                     |
| PAL 2019 | 1                       | Питерцов — Елисеев | 885                     |
| PAL 2018 | 4                       | Питерцов — Елисеев | 675                     |
| PAL 2017 | 1                       | Питерцов — Елисеев | 740                     |
| PAL 2014 | 9                       | Козырев — Елисеев  | 578                     |
| PAL 2013 | 2                       | Козырев — Елисеев  | 711                     |

### Рекорды
20 октября 2022 года во время рыболовного турнира Pro Anglers League 2022 на Куйбышевском водохранилище в финальном этапе экипаж Андрей Питерцов — Дмитрий Елисеев побил рекорд в номинации «Самый большой вес за этап в 3 тура», поймав 81720 грамм рыбы. Во втором туре экипаж побил рекорд в номинации «Самый большой вес за этап в 2 тура» и поймал 62300 грамм рыбы. Во время финального этапа экипаж побил рекорд в номинации «Самый большой вес в туре», поймав 38520 грамм рыбы.
23 октября 2019 года во время финального этапа PAL 2019 на реке Волге в финальном этапе экипаж Андрей Питерцов — Дмитрий Елисеев побил рекорд турнира в номинации «Самый большой вес за сезон», поймав 127376 грамм рыбы.
Единственный спортсмен в дисциплине «ловля рыбы на мормышку со льда», который выиграл все значимые турниры в личном зачёте.
Обладатель более 150 наград по рыболовному спорту
Абсолютный чемпион двух крупнейших турниров в одном сезоне. Чемпионат России и Кубок России 2021 года.

## Блогерство
Видео с участием Дмитрия Елисеева выходят на ютуб-канале Fishing Studio.